# Inchelium
Inchelium is een plaats (census-designated place) in de Amerikaanse staat Washington, en valt bestuurlijk gezien onder Ferry County.

## Demografie
Bij de volkstelling in 2000 werd het aantal inwoners vastgesteld op 389.

## Geografie
Volgens het United States Census Bureau beslaat de plaats een oppervlakte van
68,8 km², waarvan 68,7 km² land en 0,1 km² water. Inchelium ligt op ongeveer 478 m boven zeeniveau.

## Plaatsen in de nabije omgeving
De onderstaande figuur toont nabijgelegen plaatsen in een straal van 44 km rond Inchelium.